# 홈런볼
홈런볼은 1981년에 출시된 해태제과의 과자이다. 홈런볼은 바삭하고 부드러운 슈 속에 다양한 맛의 크림이 들어가 있다.

## 특징
홈런볼은 홈런, 즉 담장 밖으로 투수가 던진 공을 날리는 타구이기 때문에, 타자들은 좋아하지만 투수들은 거의 잘 먹지 않는다.

## 출시된 맛
- 초콜릿
- 우유
- 티라미수
- 딸기
- 커스타드 크림[1]
- 소금우유
- 피스타치오

## 같이 보기
- 해태제과식품
- 과자
- 슈
- 초콜릿
- 크림